# Hanna Adamczewska-Wejchert

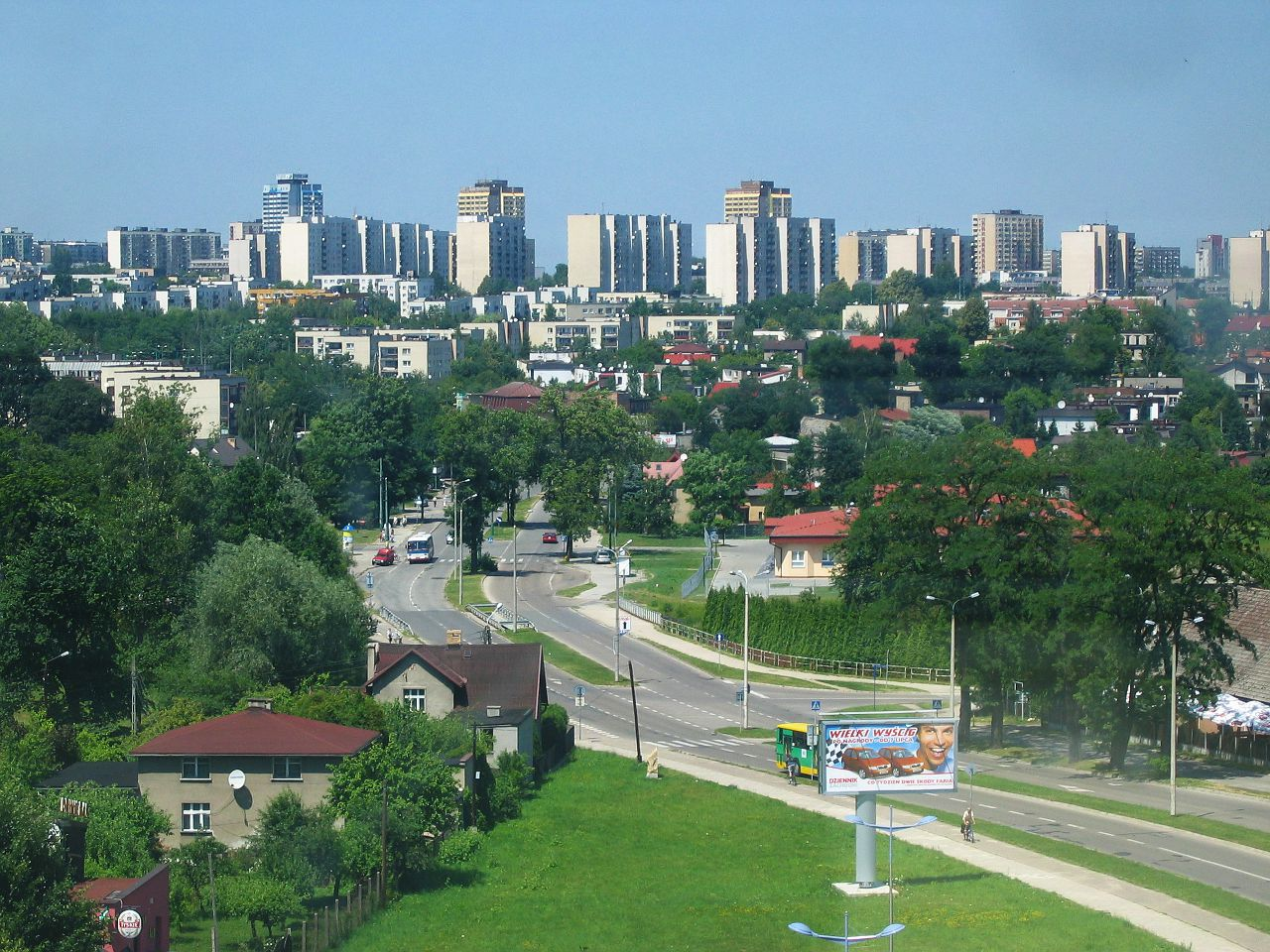
Vista de Nueva Tychy

Hanna Adamczewska-Wejchert (Radom, Polonia, 29 de julio de 1920 - Tychy, Polonia, 2 de enero de 1996) fue una urbanista y arquitecta polaca, autora de numerosos planes de desarrollo urbano.

## Formación
Se graduó de la Facultad de Arquitectura de la Universidad Tecnológica de Varsovia, al mismo tiempo, desde 1946 trabajó como asistente en el Departamento de Planificación Urbana y desde 1947 trabajó junto a su marido, Kazimierz Wejchert, en el desarrollo de planes urbanos.

## Trayectoria
Después de su graduación, Adamczewska-Wejchert fue empleada, conferenciante y profesora de la Facultad de Arquitectura de la Universidad Tecnológica de Varsovia. En 1959 recibió el título de Doctor en Ciencias Técnicas, y en 1963, completó su habilitación. El trabajo de arquitecto comenzó en 1948 en el taller de producción científica de la Universidad de Tecnología de Varsovia; en 1950, estaba a la cabeza del estudio Miastoprojektu-ZOR. Fue autora o coautora de programas de ordenamiento de muchas ciudades (un plan detallado y treinta planes generales).

### Proyectos urbanos
En los encargos recibidos por Hanna Adamczewska y Kazimierz Wejchert incorporaron nuevos conceptos urbanísticos, evolucionaron de la estética del realismo socialista y lograron una expresión modernista. Entre los años 1947-1949 diseñaron el plan de zonificación urbana de Starachowice. En 1951, asociados con Janusz A. Włodarczyk, ganaron el concurso nacional para el desarrollo del plan urbano de la ciudad “Nueva Tychy”. El plan responde al modelo inglés de “new towns”, cuyos objetivos fueron descongestionar el núcleo central (donde convivían industria y vivienda), racionalizar los procesos de crecimiento urbano y mejorar las condiciones de vida de la clase trabajadora. Pero este caso no se logró generar una ciudad autosuficiente y fue más bien una expansión debido a su proximidad con la ciudad Tychy.
Además del plan general, diseñaron distintos bloques de vivienda colectiva y se encargaron de la supervisión y control de la construcción de la nueva ciudad.
Cuando comenzó la construcción de la ciudad jardín de Sadyba en 1965, el Departamento de Diseño Urbano de la Facultad de Arquitectura de la Universidad Tecnológica de Varsovia obtuvo media hectárea para la construcción de viviendas. En 1965 se conformó un equipo de diseño dirigido por los profesores Kazimierz Wejchert y Hanna Adamczewska-Wejchert. Ellos tomaron antecedentes de Escandinavia para el desarrollo de un modelo de vivienda agrupada. Cada núcleo habitacional se desarrolla alrededor de un patio, llamado atrio.

### Actividad académica
En paralelo al trabajo profesional Adamczewska-Wejcher se dedicó a la docencia. Fue profesora en el Departamento de Comunicaciones de la Universidad de Tecnología de Varsovia y en Departamento de Planificación Urbana de la Facultad de Arquitectura de la misma universidad, donde fue pionera en investigar y enseñar temas de accesibilidad.
A lo largo de su vida profesional escribió numerosos libros y artículos sobre vivienda atrio, urbanismo y planeamiento urbano. Entre ellos: La conformación de complejos de vivienda, Vivienda Atrio y Małe miasta: problemy urbanistyczne stale aktualne.

## Reconocimientos
- Por la elaboración de planes de zonificación de la ciudad de Nueva Tychy y sus contribuciones recibió junto a su esposo en 1964 el premio Estatal de grado.[5]
- Condecorada con la Cruz de comendador de la Orden Polonia Restituta, la Cruz de Oro al Mérito y la Medalla de Oro de "Mérito de la provincia de  Katowice."[6]
- Ganadora del Premio de Honor de la Asociación de Arquitectos Polacos (SARP) en 1982.
- Entre 1950 y 1951 fue miembro Honorario de la Sociedad de Urbanistas Polacos por su contribución al desarrollo del conocimiento en el campo de ordenamiento urbano.
- En la década del 70 formó parte de la Asociación de Arquitectos Polacos como Vicepresidente de Asuntos Creativos en la Junta SARP.  Según su socio Janusz A. Włodarczyk esto le hizo ganar autonomía dentro del estudio y dejó de ser meramente la mano derecha de Kazimierz Wejchert.

- El Archivo Internacional de la Mujer en Arquitectura en la Universidad de Virginia Tech alberga su legado profesional.[7]

## Deceso
Falleció en 1996 y está enterrada en el salón parroquial del cementerio de la iglesia de Santa María Magdalena en Tychy.